# Seattle Ice Arena
El Seattle Ice Arena era un estadio polivalente con capacidad para 4.000 espectadores, situado en Seattle (Washington, Estados Unidos). Fue la sede de la franquicia de la Asociación de Hockey de la Costa del Pacífico de los Metropolitanos de Seattle desde 1915 hasta 1924.
Construido en 1915 a un costo de 100.000 dólares,  el Ice Arena estaba ubicado en el centro de Seattle, al este de lo que ahora es el Hotel Olympic, en University Street. Fue construido por la Metropolitan Building Company, como parte del University Tract, que era propiedad de la Universidad de Washington. Fue diseñado en un estilo compatible con otros edificios cercanos. 
El 26 de marzo de 1917, los Metropolitans derrotaron a los Montreal Canadiens en el estadio, convirtiéndose en el primer equipo estadounidense en ganar la Copa Stanley. La arena fue brevemente una pista de patinaje y fue remodelada para convertirla en un estacionamiento para el Hotel Olympic poco después de la temporada 1924-25. Fue derribado en 1963 para dar paso al Edificio IBM. 